# Ariq Böke

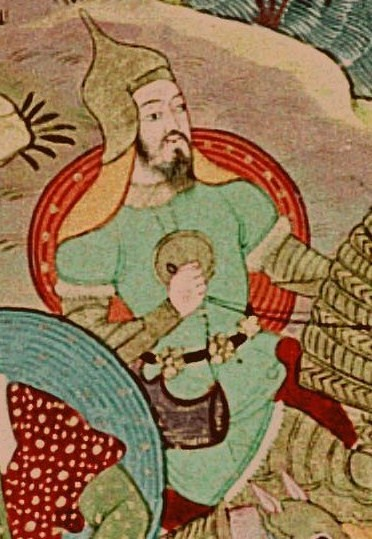
Ariq Böke

Ariq Böke (ca. 1217 - 1266) was de jongste zoon van Tolui en Sorghaghtani Beki. Hij was de kleinzoon van Genghis Khan. Zijn broers waren Möngke, Koeblai en Hulagu.
Volgens de Mongoolse traditie had Ariq Bökes vader, Tolui, als jongste zoon van Genghis Khan recht op de titel van Khan van het Mongoolse rijk en leider van het gebied Mongolië. De overerving verliep namelijk via de jongste zoon. Tolui deed echter na een khuriltai (bijeenkomst van afstammelingen en krijgsheren van Genghis Khan) afstand van de troon ten gunste van Ögedei, zijn oudere broer. Dit deed hij omdat Genghis Khan een andere zoon, Ögedei, als troonopvolger had aangewezen. Na de dood van Tolui erfde Ariq Böke, als jongste zoon van Tolui, de claim op de titel van khan en zijn vaders gebieden.
Door de strubbelingen na de dood van Ögedei, in 1241, waarbij onder meer Batu aanspraak meende te maken op de titel van Khanghan, leider van alle Mongolen, kon Ariq zijn claim niet doen gelden. De volgende opperleider was Güyük, zoon van Ögedei. Ariq Böke was echter wel nog steeds leider van het thuisland. Toen in 1259 ook de opvolger van Güyük, Ariq Bökes broer Möngke, stierf, besloot Ariq Böke zijn claim te doen gelden. Een andere broer van Ariq Boke, Koeblai Khan, was echter vastbesloten zelf de macht in handen te nemen. Hij was al leider van de zuidelijke delen van het rijk, een gebied dat nu ongeveer Noord-China zou kunnen worden genoemd.
Beiden lieten zich tot khagan kiezen. Koeblai in China, Ariq Böke in Karakorum. Daarna kwam het tot een burgeroorlog in 1260, de Toluidische Successieoorlog. Om zichzelf van steun te voorzien, zette Ariq Böke de khan van het Khanaat van Chagatai, Mubarak Shah, af ten gunste van zijn eigen stroman: Alghu. Deze keerde zich echter tegen hem in 1262 en sloot zich aan bij Koeblai, waardoor Ariq Boke een belangrijke bondgenoot verloor. De burgeroorlog eindigde toen Koeblai in 1264 won en Ariq Boke gevangennam. Ariq Boke stierf in gevangenschap in 1266.
Van Ariq Böke is bekend dat hij positief stond tegenover de christenen op zijn territorium. Zijn moeder was christen.